# Ghiacciaio Zaychar
Il ghiacciaio Zaychar (in inglese Zaychar Glacier) è un ghiacciaio lungo 7,5 km e largo 2,7, situato sulla costa di Nordenskjöld, nella parte orientale della Terra di Graham, in Antartide. In particolare, il ghiacciaio si trova sul versante sud-orientale dell'altopiano Detroit e da qui fluisce verso est-sud-est, scorrendo tra la dorsale Grivitsa e la dorsale di Kableshkov, fino ad entrare nella baia Odrin, 5 km a nord-ovest di punta Fothergill.

## Storia
Il ghiacciaio Zaychar è stato così battezzato dalla Commissione bulgara per i toponimi antartici in onore del villaggio di Zaychar, nella Bulgaria sud-orientale.  